# Athrycia longicornis
Athrycia longicornis är en tvåvingeart som beskrevs av Herting 1973. Athrycia longicornis ingår i släktet Athrycia och familjen parasitflugor. Inga underarter finns listade i Catalogue of Life.